# Miodrag Kustudić
Miodrag Kustudić (srbskou cyrilicí Миодраг Кустудић; * 1. dubna 1951, Lovćenac) je bývalý jugoslávský fotbalista srbské národnosti, útočník.

## Fotbalová kariéra
Začínal v jugoslávské lize za FK Vojvodina Novi Sad a NK Rijeka. Nastoupil ve 153 ligových utkáních, dal 65 gólů a s NK Rijeka vyhrál v roce 1978 jugoslávský fotbalový pohár. V letech 1978-1981 hrál ve španělské Primera División za Hércules Alicante, nastoupil v 67 ligových utkáních a dal 34 gólů. V letech 1981-1983 hrál španělskou druhou ligu za RCD Mallorca. Kariéru zakončil v NK Rijeka. V Poháru UEFA nastoupil ve 2 utkáních. Za reprezentaci Jugoslávie nastoupil v letech 1977-1978 ve třech utkáních. 

## Ligová bilance
| Ročník                          | Zápasy | Góly | Klub                  |
| ------------------------------- | ------ | ---- | --------------------- |
| Jugoslávská Prva liga 1971/1972 | 34     | 15   | FK Vojvodina Novi Sad |
| Jugoslávská Prva liga 1972/1973 | 30     | 7    | FK Vojvodina Novi Sad |
| Jugoslávská Prva liga 1973/1974 | 13     | 4    | FK Vojvodina Novi Sad |
| Jugoslávská Prva liga 1974/1975 | 10     | 2    | NK Rijeka             |
| Jugoslávská Prva liga 1975/1976 | 7      | 2    | NK Rijeka             |
| Jugoslávská Prva liga 1976/1977 | 29     | 17   | NK Rijeka             |
| Jugoslávská Prva liga 1977/1978 | 27     | 17   | NK Rijeka             |
| Primera División 1978/1979      | 24     | 12   | Hércules Alicante     |
| Primera División 1979/1980      | 20     | 10   | Hércules Alicante     |
| Primera División 1980/1981      | 23     | 12   | Hércules Alicante     |
| Segunda División 1981/1982      | 21     | 11   | RCD Mallorca          |
| Segunda División 1982/1983      | 9      | 2    | RCD Mallorca          |
| Jugoslávská Prva liga 1983/1984 | 3      | 1    | NK Rijeka             |
| CELKEM 1. jugoslávská liga      | 153    | 65   |                       |
| CELKEM Primera División         | 67     | 34   |                       |